# سث رالینز
کلبی دنیل لوپز (به انگلیسی: Colby Daniel Lopez؛ زاده ۲۸ مه ۱۹۸۶) که بیشتر با نام درون رینگش یعنی سث رالینز (به انگلیسی: Seth Rollins) شناخته می‌شود، کشتی‌گیر سطح حرفه‌ای آمریکایی است که با دبلیودبلیوئی قرارداد داشته و در برند راو فعالیت می‌کند و قهرمان کنونی عنوان قهرمانی سنگین‌وزن جهان است. رالینز که به دلیل مهارت داشتن در حرکات سریع و توانایی خود در اجرای حرکات آکروباتیک در کشتی حرفه‌ای تحسین شده است، به عنوان یکی از بهترین کشتی گیران حرفه‌ای فعال امروز و یکی از بهترین کشتی گیران نسل خود در نظر گرفته می شود.
او پیش از امضای قرارداد با دبلیودبلیوئی، با نام «تایلر بلک» در کمپانی رینگ آف آنر شرکت می‌کرد و توانست یک‌بار قهرمان کمربند جهانی رینگ آف آنر و دو بار قهرمان تگ تیم در این شرکت شود و نام خود را به سر زبان‌ها بیندازد. لوپز در سال ۲۰۱۰ با دبلیودبلیوئی قرارداد امضا کرد و در برند آموزشی وقت شرکت یعنی اف‌سی‌دبلیو با نام «سث رالینز» مشغول به فعالیت شد. پس از تعطیل شدن اف‌سی‌دبلیو و تاسیس ان‌اکس‌تی به عنوان برند آموزشی، او توانست نخستین قهرمان کمربند ان‌اکس‌تی شود. در سروایور سریز ۲۰۱۲، او به همراه دین امبروز و رومن رینز، به برندهای اصلی آمدند و گروه شیلد را تشکیل دادند که رالینز در این گروه، ۳ بار قهرمان کمربند تگ تیم دبلیودبلیوئی شد. 
رالینز در دبلیودبلیوئی، ۵ بار قهرمان جهان شده است؛ او دو بار قهرمان کمربند دبلیودبلیوئی، دو بار قهرمان کمربند یونیورسال و دو بار قهرمان کمربند سنگین‌وزن جهان شد، کمربندی که نخستین قهرمانش نیز بود. او همچنین ۲ بار قهرمان کمربند بین قاره‌ای و ایالات متحده شده است و این او را به نوزدهمین فرد در تاریخ دبلیودبلیوئی تبدیل می‌کند که قهرمان گرنداسلم شده است. به جز این موارد، او برنده مسابقه مانی این د بنک ۲۰۱۴ و رویال رامبل ۲۰۱۹ نیز شده است. 
رالینز به عنوان یکی از شخصیت‌های اصلی دبلیودبلیوئی در دورانی که این شرکت از آن به عنوان «Reality Era» نام می‌برد، یکی از کشتی‌گیران مهم در دبلیودبلیوئی است و پس از فروپاشیدن شیلد و پیوستن او به آثوریتی در ۲۰۱۴، در بسیاری از رویدادهای این شرکت حضور داشته است؛ از جمله در مسابقه پایانی رسلمنیا ۳۱ و رسلمنیا ۴۰.

## دوره کشتی حرفه‌ای

### دوره اولیه (۲۰۰۳–۲۰۰۷)
ست رالینز با نام گیکس، در ۲۰۰۳ برای اس‌سی‌دبلیو(SCW) کارش را شروع کرد. او قهرمان سنگین‌وزن آنجا شد و کمربند را به رنگ مشکی درآورد و نماد «دوران سیاه» را روی آن نوشت. همین‌طور قهرمان سنگین‌وزن شد.
بزودی به ان‌ دبلیو ای پیوست و با مارک بریو قهرمان تگ تیم شد. این دو توانستند از عنوانشان مقابل رایان بوز و دنی دنیلز، برت وین و هایپ گوتی و جیسون رین و مارکو کوردووا دفاع کنند. هم چنین در مسابقات تکی مقابل اریک پریست و ای جی استایلز قرار گرفت.
در ۲۰۰۶، به  رسلمنیا ۲۲ رفت و گفت این آخرین باری خواهد بود که او مسابقه را به عنوان یک طرفدار می‌بیند.
او کمی در تی ان ای حضور یافت و با جف لوکسون در اکتبر ۲۰۰۶ در مقابل هومیساید و هرناندز باخت.

### جنگجوی کشتی فول ایمپکت

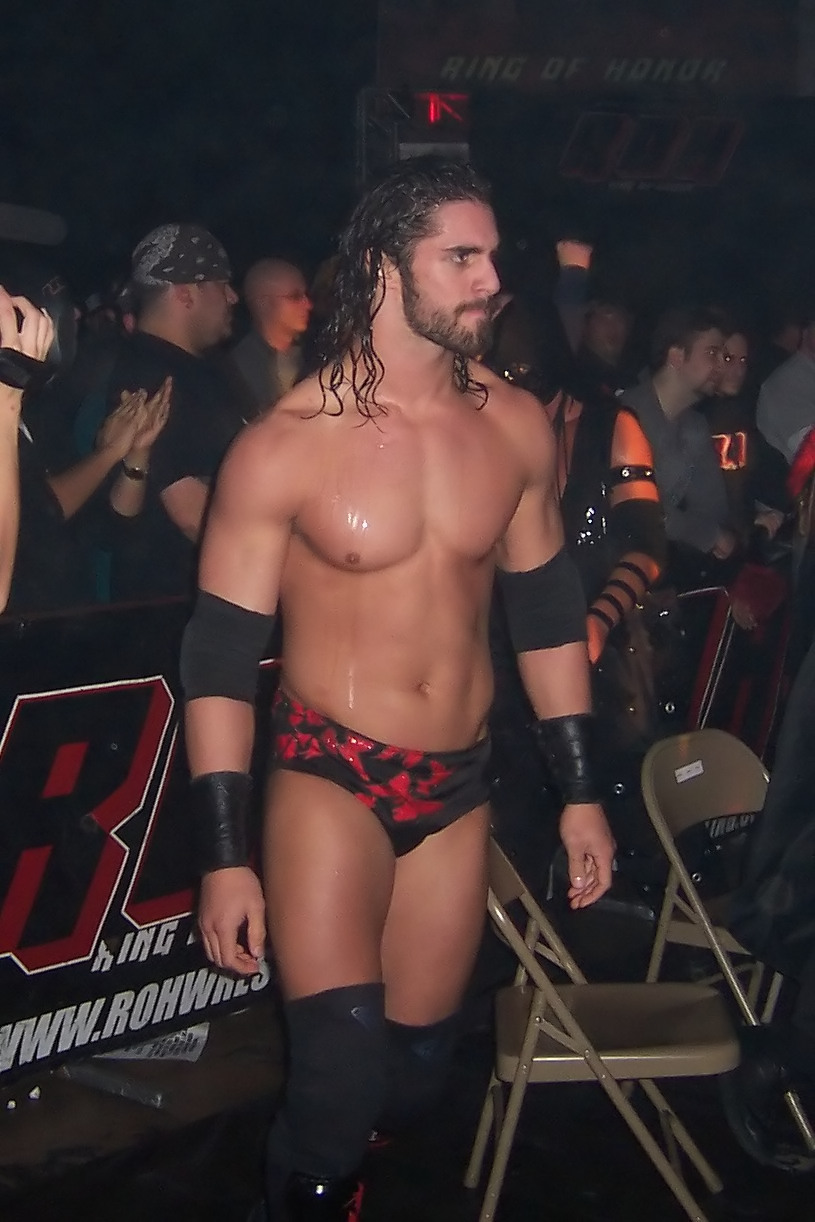
تایلر بلک در سال ۲۰۰۹

در ۲۵ می ۲۰۰۷، برای قهرمانی تگ تیم، شریک بلک بنام مارک بریو دچار مصدومیت کمر شد و چندین هفته از بلک دور شد تا اینکه نهایتاً خودش را بازنشست کرد. در این مدت بلک وارد مسابقات انفرادی شد و در ۱۰ ژوئن جوئی راین را شکست داد.
در ۲۰۰۸، بلک با جیکوبز هم تیم شد و توانست قهرمان تگ تیم پی دبلیو جی شود. در ۲۰ دسامبر با شکست گو شیوزاکی توانست قهرمان سنگین‌وزن اف آی پی شود.

### رینگ افتخار (رینگ آو آنر) (۲۰۰۷–۲۰۱۰)

#### گروه "ایج آو ذ فال (دوره سقوط) (۲۰۰۷–۲۰۰۹)
در سپتامبر ۲۰۰۷، بلک با جیمی جیکوبز و نکرو بوچر به برادران بریسکو حمله کردند. جیکوبز اعلام کرد این سه با هم گروه ثابت "دوره سقوط" را تشکیل داده‌اند. بعداً بلک با جک ایوانز روبرو شد و نهایتاً جیکوبز و بوچر دخالت کردند. یک مسابقه گروهی بین "دوره سقوط" و جک ایوانز و هوابردهای ایرلندی برگزار شد ولی بی‌نتیجه ماند چون بوچر به داور حمله کرد.
اوایل اکتبر، «دوره سقوط» بارها مقابل «تیم کرکس‌ها» (ایوانز و روکوس) قرار گرفتند. در ۱ نوامبر بلک توانست الکس پاین را شکست دهد ولی بریسکوها به او حمله کردند. نهایتاً بلک و جیکوبز با شکست بریسکوها توانستند قهرمان تگ تیم شوند. یک ماه بعد عنوانشان را به دیوی ریچاردز و راکی رومرو باختند. او دارای هیکل چغری می‌باشد.
بلک، نیجل مک گینس را برای قهرمانی جهانی به مبارزه طلبید ولی باخت. بعداً دوباره با جیکوبز قهرمان تگ تیم شد. بلک دوباره فرصت قهرمانی جهان را به دست آورد و مقابل مک گینس، دنیلز و کاستاگنولی قرار گرفت اما باخت. در سال ۲۰۰۸، فرصت قهرمانی را در مقابل آستین آریز از دست داد و همان شب جیکوبز ضد بلک شد. بعداً در مسابقه‌ای معمولی بلک توانست از مک گینس ببرد. شب بعد، آریز از اینکه مقابل مک گینس قرار گیرد امتناع کرد. پس به جای او، بلک با مک گینس مبارزه کرد و باخت. نهایتاً در ژوئن در مسابقه «قفس فولادی» بلک با شکست جیکوبز به دشمنیشان پایان داد.

#### قهرمان جهانی رینگ آو آنر (۲۰۰۹–۲۰۱۰)
در سپتامبر ۲۰۰۹، بلک روی دیسک‌های متورم گردنش جراحی انجام داد. در ۱۰ اکتبر، توانست در تورنومنت ۲۰۰۹ برنده شود و مسابقه قهرمانی جهان را بدست آورد. در ۱۹ دسامبر با قهرمان آن زمان، آستین آریز در ۶۰ دقیقه مسابقه داد. بخاطر زمان زیاد مسابقه، مدیر مسابقات ریمچی برای آن‌ها گذاشت. نهایتاً بلک توانست قهرمان جهان شود.
در ۳ آوریل، بلک عنوانش را مقابل آریز و استرانگ حفظ کرد. او در ۲۰ اوت منفور شد چون خبر رسید که با دبلیو دبلیو ای قراردادی وسیع بسته است.  او از طرفداران انتقاد می‌کرد چون می‌گفتند او خودش را به دبلیو دبلیو ای فروخته. هم چنین لوپز تهدید کرد که قهرمان جهانی آر او اچ را با خود به دبلیو دبلیو ای می‌برد. در ۱۱ سپتامبر، بلک قهرمانی جهانی را به استرانگ باخت. این آخرین حضور او در «رینگ افتخار» بود.

### مسیر رو به رشد (۲۰۱۰–۲۰۱۳)
در ۸ اوت ۲۰۱۰، اعلام شد که لوپز قراردادی وسیع با دبلیو دبلیو ای بسته تا در سپتامبر وارد بخش اف سی دبلیو شود. لوپز پیشنهادی از تی ان ای دریافت کرد و آر او اچ مایل به قرارداد مجدد بود ولی اوان بورن او را متقاعد کرد به دبلیو دبلیو ای برود. در ۱۴ سپتامبر ۲۰۱۰، لوپز (با نام تایلر بلک) کارش را با مسابقه‌ای در برابر ترنت برتا شروع کرد و برد.
در ۳۰ سپتامبر با نام سث رالینز وارد اف سی دبلیو شد و در اولین مسابقه مقابل مایکل مک گیلیکاتی باخت. سپس در مسابقه‌ای ۱۵ دقیقه‌ای مقابل هونیکو رفت. سپس با هونیکو، ریچی استیمبوت و جیندر ماهال وارد تورنومنتی شد و نهایتاً برنده شد و اولین قهرمان ۱۵ اف سی دبلیو شد.
در ۲۵ مارس، رالینز با استیمبوت توانست تایتس اونیل و دمین ساندو را شکست دهد و قهرمان تگ تیم اف سی دبلیو شدند. در ۱۲ می، عنوانش را به بیگ ای لنگستون و کالوین رینز داد.
در ژوئیه ۲۰۱۱، رالینز دشمنی با دین امبروز را شروع کرد. در مسابقات متعدد امبروز موفق به گرفتن قهرمانی ۱۵ اف سی دبلیو از رالینز نشد. نهایتاً رالینز قهرمانیش را به دمین ساندو باخت.
رالینز اولین حضور تلویزیونیش را در بسته‌ای ویدئویی داشت که در حال تمرین با جان سینا بود. در ۲۳ فوریه ۲۰۱۲، لئو گروگز را شکست داد و قهرمان سنگین‌وزن اف سی دبلیو شد.
وقتی ان اکس تی ایجاد شد، رالینز با شکست جیرو به عنوان فردی مستقل و با انرژی ظاهر شد. در ۲ ژانویه ۲۰۱۳، رالینز به عنوان عضوی از شیلد توانست از عنوانش در برابر کوری گریوز دفاع کند. چون شیلد در مسابقه دخالت کردند و او دیسکالیفه شد و عنوانش حفظ شد. سپس شیلد به تمام رختکن‌های ان اکس تی حمله کرد ولی در برابر بیگ ای لنگستون عقب‌نشینی کردند. در ۷ ژانویه، رالینز مقابل لنگستون در مسابقه‌ای بی دیسکالیفه قرار گرفت. اعضای ان اکس تی جلوی سایر اعضای شیلد قرار گرفتند و لنگستون با شکست رالینز، کمربندش را گرفت. بعداً شیلد به گریوز و کونور اوبرایان حمله کردند. این باعث شد گریوز، رالینز را به مبارزه بکشاند. در نهایت، دیگر اعضای شیلد در مسابقه دخالت کردند و رالینز برد و دشمنی پایان یافت.

### دبلیو دبلیو ای (۲۰۱۰-اکنون)

#### گروه شیلد (۲۰۱۲–۲۰۱۴)
در «سروایور سیریز» رالینز همراه با امبروز و رینز در طول مسابقه سه‌گانه قهرمانی دبلیو دبلیو ای به رایبک حمله کردند و باعث شدند پانک عنوانش را حفظ کند. هر سه خود را «شیلد» نامیدند و عهد بستند مقابل بی عدالتی بایستند. آن‌ها کار برای پانک را رد کردند اما معمولاً از بین جمعیت وارد می‌شدند و به رقبای او حمله می‌کردند. در ادامه یک مسابقه میز، نردبان و صندلی برای آن‌ها در برابر رایبک و تیم هل نو (کین و برایان) برگزار شد و شیلد بردند. بعد از این آن‌ها باز هم به پانک کمک کردند و در طول مسابقه او و رایبک برای قهرمانی دبلیو دبلیو ای باز به رایبک حمله کردند و پانک عنوانش را حفظ کرد. در رویال رامبل وقتی راک برای عنوان قهرمانی با پانک مبارزه می‌کرد، چراغ‌ها خاموش شد و شیلد در تاریکی به راک حمله کرد و پانک با پین کردن برنده شد. اما مسابقه دوباره آغاز شد و این بار راک برد. شب بعد، فاش شد پانک و مدیرش به شیلد و برد مدوکس پول می‌داده‌اند تا به نفع او کار کنند.
بعداً شیلد به همکاری با پانک پایان داد و به دشمنی با سینا، شیمس و رایبک پرداختند و در مسابقه بردند. بعداً اولین مسابقه خود در راو را در مقابل کریس جریکو، رایبک و شیمس داشتند و بردند. سپس شیمس با اورتون و بیگ شو متحد شد تا مقابل شیلد بایستند. در اولین مسابقه تکی، رالینز با بیگ شو روبرو شد. شیلد در مسابقه دخالت کردند و بیگ شو با دیسکوالیفای شدن رالینز، برنده شد. در رسلمینیای ۲۹، شیلد توانست بیگ شو، اورتون و شیمس را شکست دهند. شب بعد، آن‌ها به آندرتیکر حمله کردند ولی تیم هل نو آن‌ها را متوقف کرد. در ۲۲ آوریل، مسابقه‌ای شش نفره تیمی بین آن‌ها برگزار شد و شیلد برد.
در ۲۹ آوریل، شیلد در برابر تیم هل نو و سینا برنده شد. در ۱۳ می، رشته پیروزی‌های پی در پی شیلد پایان یافت و آن‌ها مقابل سینا، برایان و کین دیسکوالیفای شدند. وقتی امبروز قهرمان ایالات متحده شد، در ۱۹ می‌رالینز و رینز با شکست تیم هل نو، قهرمان تگ تیم جهان شدند. این دو برای اولین بار، در ۲۷ می‌در برابر تیم هل نو از عنوانشان دفاع کردند. بعداً هم با شکست برایان و اورتون عنوان را حفظ کردند. بعداً با رقیب آینده خود برادران اوسو، دشمن شدند و در ۱۴ ژوئن آن‌ها را شکست دادند.
در «زمین مسابقه دبلیو دبلیو ای» کودی رودز و گلداست اخراج شده با شکست رالینز و رینز شغل خود را پس گرفتند. در ۱۴ اکتبر، دوباره با برادران رودز برای قهرمانی تگ تیم در مسابقه‌ای بدون دیسکوالیفای روبرو شدند. در این مسابقه بیگ شو به آن‌ها حمله کرد و کمربندشان را به برادران رودز باختند. به این ترتیب سلطه ۱۴۸ روزه آن‌ها به این کمربند به پایان رسید. هم چنین در «تی ال سی» رینز تصادفاً به امبروز اسپیر (فینیشر رومن رینز) زد و آن‌ها مقابل پانک باختند. در رویال رامبل، رالینز با شماره ۲ وارد شد و دومین حضور طولانی در آن مسابقه را داشت. او و دیگر اعضای شیلد در «المینیشن چیمبر» به «خانواده وایت» باختند. در چهاردهم مارس رالینز توانست دمین ساندو را شکست دهد. بعد از مسابقه او و بقیه اعضای شیلد روی ساندو (تریپل پاوربامب) را زدند. در ۳ مارس شیلد بخاطر کار تیمی ضعیف و ترک مسابقه توسط رالینز، دربرابر خانواده وایت شکست خورد. اما گروه دوباره سریعاً به هم پیوست و با آغاز دشمنی با کین، به گروهی محبوب تبدیل شد.
درمسابقه‌ای در راو کین و رومن رینز در مقابل هم قرارگرفتند اما نیو ایج اوتلاز اجازه ندادند و در نتیجه روی آنان تریپل پاوربامب زده شد.
گروه شیلد با گروه نیو ایچ اوتلاز و کین در رسلمنیا ۳۰ مسابقه ۶ نفره تگ تیم داشتند که توانستند بر آن‌ها پیروز شوند؛ و درگیری همراه با نیو ایچ اوتلاز تمام شد. در یکی از شب‌های راو گروه اوولوشن (اورتون، باتیستا، تریپل اچ) دنیل برایان را محاصره کرده بودند که می‌خواستند به برایان صدمه بزنند که ناگهان آهنگ دشیلد بلند شد. همه اول فکر می‌کردند دشیلد می‌خواهد به اوولوشن کمک کند ولی به طرز باور نکردنی آن‌ها به اوولوشن حمله کردند واینجوری درگیری بین شیلد و اوولوشن درگرفت؛ و مسابقه‌ای را اکستریم رولز ۲۰۱۴ بین این دو تیم صورت گرفت که گروه شیلد توانست گروه اوولوشن را شکست دهد. درگیری اوولوشن و شیلد همین‌طور ادامه داشت تا اینکه دوباره مسابقه در پیبک ۲۰۱۴ بین این دوتیم صورت گرفت که دوباره تیم شیلد توانست اوولوشن را شکست دهد. درست بعد از شب پی پر ویو پی بک ۲۰۱۴ در راو ۲ جون ۲۰۱۴ هنگامی که شیلد وارد سالن شده بودند و در حال صحبت کردن در مورد مسابقه شب گذشته‌شان بودند ناگهان ست رولینز با استفاده از یک صندلی به دو هم تیمی خود (دین امبروز و رومن رینز) خیانت کرد و اول یک ضربه محکم به رومن رینز زد و رینز را نقش بر زمین کرد و بعد هنگامی که دین امبروز صحنه را دید آمد به رولینز حمله کند که رولینز به دین امبروز هم ضربه‌های متوالی صندلی محکمی می‌زد و این‌گونه شد که گروه بسیار قوی و بهترین تیم سال ۲۰۱۳ از هم پاشید.

### حمایت تریپل اچ از رالینز و تشکیل گروه بزرگ روسا(AUTHORITY)
بعد از آن ست رالینز مورد توجه بسیار تریپل اچ و استفانی مکماهون قرار گرفت.
در پی پرویو مانی این د بنک به کمک کین چمدان مانی این د بنک را به دست آورد؛ و درگیری شدیدی با دین امبروز (هم تیمی سابقش) پیدا کرد. بعد از آن به کمک رندی اورتن و کین و تریپل اچ و همسرش گروه روسا را تشکیل دادندکه از آن به بعد ست رالینز از ترس دین امبروز با محافظ وارد می‌شد. همین‌طور در سامر اسلم در یک مسابقهٔ لامبرجک مچ توانست دین امبروز را شکست دهد. در راو قبل از پی پر ویو جهنم در قفس به کمک کین و رندی اورتن جان سینا و دین امبروز را شکست دادند که این کار توسط رندی اورتن انجام شد ولی چند لحظه بعد ست رالینز به خاطر خود نمایی به رندی اورتن هم ضربه زد. ست رالینز در جهنم درون قفس دین امبروز را شکست داد البته با دخالت بری وایت.
چند ماه بعد دوباره با دین امبروز درگیری پیدا کرد ولی ست رالینز به کمک کین سر او را به آجر زد و باعث مصدومیت او شد.
بعد از آن رندی اورتن به دلیل ضربهٔ رالینز به او آر کی او (فن تمام‌کنندهٔ خود) را زد و در هفتهٔ بعد با او مسابقه‌ای داد که در آن رالینز پیروز شد. بعد از آن به دستور تریپل اچ به هم دست دادند؛ ولی یک دفعه رندی اورتن به رالینز آر کی او زد و همه را غافلگیر و به چهره محبوب تبدیل شد که بعد روسا به اورتن حمله کردند و تریپل اچ به رالینز کلمهٔ کارش را تمام کن گفت و در این هنگام رالینز به رندی فینیشر خود را زده (کورب استامپ) و کار او را تمام کرد و باعث مصدومیت او شد.
در سروایور سریز۲۰۱۴ به کمک روسف و لوک هارپر و کین و مارک هنری تیمی را در برابر جان سینا و اریک روون و دولف زیگلر و بیگ شو و رایبک تشکیل داد که اگر تیم روسا می‌باخت تریپل اچ و همسرش باید اخراج می‌شدند که در آن مسابقهٔ زیبا بیگ شو به جان سینا خیانت کرد و باعث حذف او شد در نهایت که رالینز و کین و لوک هارپر هنوز حذف نشده بودند و دلف زیگلر هم که تنها مانده بود با عملکرد زیبا باعث حذف هارپر و کین شد و بعد از ان تریپل اچ به زیگلر حمله کرده و رالینز را روی زیگلر انداخت که با شمارش داور حذف شود که استینگ وارد شد و تریپل اچ را زده و زیگلر را روی رالینز انداخت و پیروز شد؛ و گروه روسا از بین رفت؛ و در صورتی می‌توانست برگردد که جان سینا این را می‌گفت. یک ماه بعد رالینز در تی ال سی مقابل جان سینا در یک مسابقهٔ تیبل قرار گرفت که با کمک رومن رینز سینا توانست رالینز را روی میز خورد کند و برندهٔ مسابقه شود. چند هفته بعد رالینز و محافظانش و بیگ شو (که به دلیل خیانت به جان سینا با او دوستی پیدا کرده بود) ادج را گرفته جان سینا را تهدید کردند که اگر روسا را برنگرداند به ادج فینیشر می‌زند که در این هنگام جان سینا روسا را برگرداند و گروه آن‌ها دوباره تشکیل شد.
از این به بعد رالینز خود را آیندهٔ wwe می‌خواند.
چند وقت بعد در مقابل جان سینا و براک لزنر در پی پر وی رویال رامبل قرار گرفت که در نهایت براک لزنر پیروز شد.
در پی پر وی فستلین به کمک بیگ شو و کین تیمی را در مقابل دلف زیگلر و رایبک و اریک روون تشکیل داد که در نهایت تیم رالینز پیروز شد. در همان لحظه رندی اورتن که تازه از مصدومیت برگشته بود به آن‌ها حمله کرد که رالینز فرار کرد.
بعد از آن به دستور تریپل اچ با هم دوباره تیم تشکیل دادند که چند هفته بعد اورتن به رالینز حمله کرد و انتقام ضربهٔ او را گرفت.
وی دلیل حمله دوباره به رالینز را به دلیل نزدیک شدن به او که بتواند او را در فرصت مناسبی گیر بیاورد خواند.
در پی پر وی رسلمنیا با او مسابقه داد؛ که در نهایت رندی اورتن در هوا با یک آر کی او زیبا او را شکست داد.

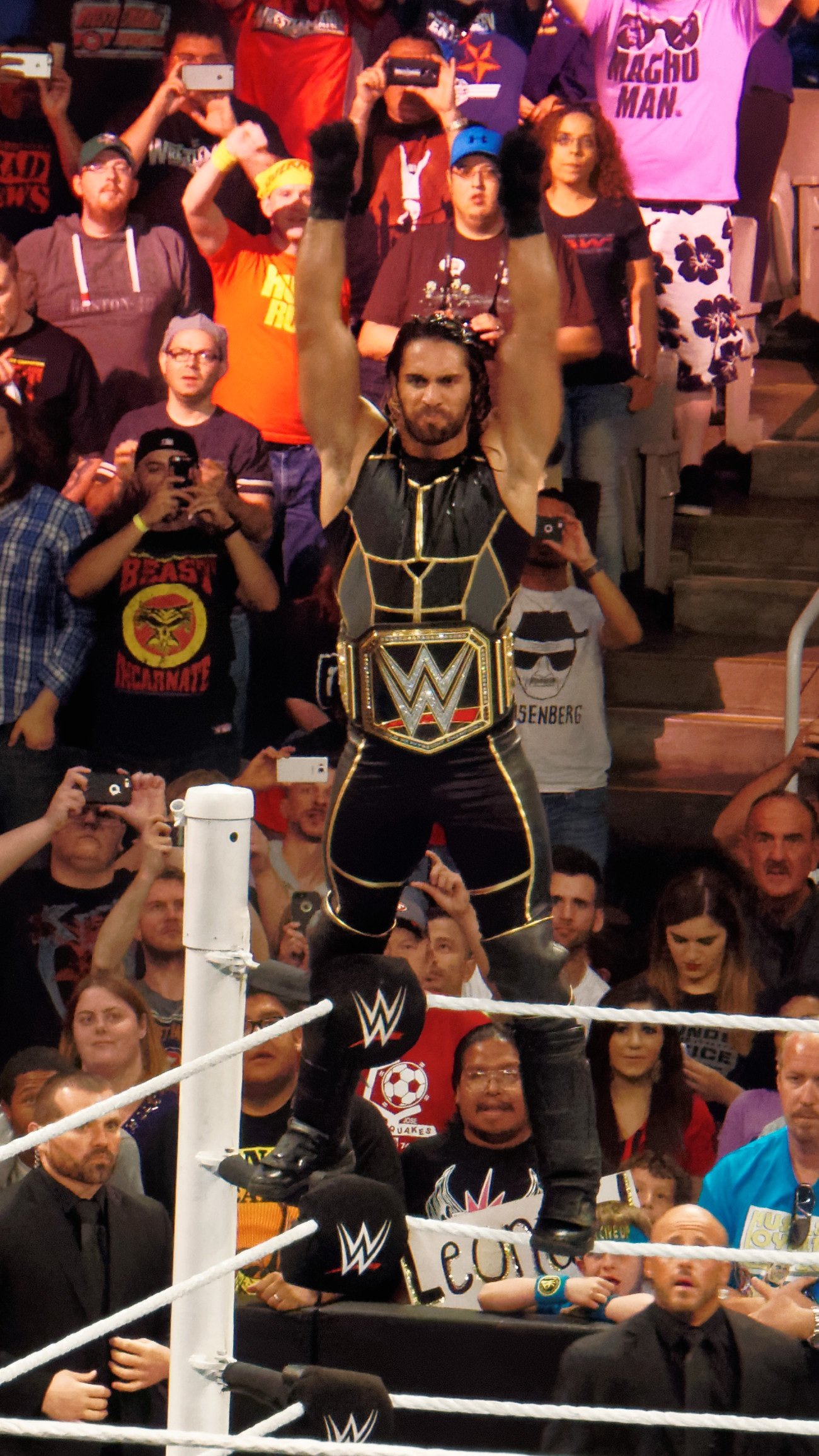
سث رالینز قهرمان دبلیودبلیوئی سنگین‌وزن جهان

در همان شب در مهم‌ترین مسابقهٔ شب که براک لزنر در برابر رومن رینز بود وارد شد و چمدان مانی این د بنک خود را کش کرد و در نتیجه مسابقه به یک مسابقهٔ سه طرفه تبدیل شد؛ و ست رالینز با زدن فینیشر خود به رومن رینز باعث پیروزی خود شد و قهرمان کمربند سنگین‌وزن دبلیو دبلیو ای شد. بعد از آن شب رالینز دیگر خود را آینده یwweنمی‌خواند بلکه خود را مردwweمی‌خواند. بعد از آن دورهٔ اوج رالینز آغاز شد. در راو فردا شب براک لزنر ادعا کرد که او در اصل با پین کردن رومن رینز برنده شده است و مسابقهٔ او ناجوانمردانه بوده است؛ و خواستار تکرار مسابقهٔ مجدد شد. اما ست رالینز به دلیل خستگی مسابقهٔ او را رد کرد؛ و لزنر هم به دلیل عصبانیت به گزارشگر و فیلم‌بردار حمله کرد که بعد استفانی مکماهون او را محروم کرد؛ ولی به او قول یک مسابقهٔ مجدد را داد. در این هنگام رندی اورتن آمد و به رالینز گفت شب قبل به او یک آر کی او زده است و برنده شده است. پس می‌تواند دوباره او را شکست دهد؛ و مسابقهٔ آن دو در پی پروی اکستریم روز در قفس برگزار شد و ست رالینز در آن پیروز شد.
در شب راو بعد از آن رندی اورتن خواستار مسابقهٔ مجدد شد ولی رومن رینز و دین امبروز هم در آن مسابقهٔ وارد شدند و خواستار مسابقه شدند و مسابقه به یک مسابقهٔ ۴طرفه تبدیل شد؛ که در آن فن نهایی گروه شیلد روی رندی اورتن اجرا شد؛ ولی دوباره ست رالینز این بار با فینیشر جدیدش یعنی پدگیری پیروز شد. در المنیشن چمبر دین امبروز را هم برای بار دوم مغلوب کرد. اما دین امبروز بعد از آن مسابقه کمربند رالینز را برداشت و فرار کرد. امبروز و رالینز بار دیگر درمانی این دبنک در یک مسابقه نردبانی به مصاف هم رفتندکه باپیروزی رالینز به پایان رسید. رالینزدربتلگراند با حریف سرسخت تری به نام براک لزنر روبرو شد. رالینز در حال ازدست دادن کمربندش بودکه با ورود آندرتیکر و زدن لزنر کمربند دردستانش باقی ماند.
یک هفته بعد در راو تریپل اچ یک مسابقه را برای کمربند United States بین جان سینا و رالینز ترتیب داد که در این مسابقه رالینز با ضربهٔ زانو سنگین منجر به شکسته شدن بینی سینا شد ولی سینا توانست با سابمیشن STF رالینز را تسلیم کند و از عنوانش دفاع کند.
بعد از آن رالینز، سینا را برای یک مسابقهٔ قهرمان مقابل قهرمان در سامر اسلم چلنج کرد که برنده صاحب هر دو کمربند خواهد شد و سینا هم چلنج وی را قبول کرد. اما در آن شب جان سینا با دخالت جان استوارتمواجه شد؛ که در نهایت باعث شکست سینا شد. در راو فردا شب روسا برای رالینز مجسمه‌ای ساختند تا به پاس تلاش و افتخاراتش برای روسا به او بدهند؛ و بعد مشخص شد که [استینگ] پشت پرده است و رالینز را سر کمربند دبلیو دبلیو ای چلنج کرد. هفتهٔ بعد هم جان سینا سر کمربند ایالات متحده او را ریمچ کرد. در نتیجه رالینز در شب قهرمانان ۲۰۱۵ با دو مسابقه روبرو شد. در اولین مسابقه از جان سینا باخت که کمربند ایالات متحده را از دست بدهد؛ ولی در دومین مسابقه برابر استینگ پیروز شد. در پایان مسابقه شیمس به رالینز حمله کرد و به رالینز فینیشر خود یعنی بروگ کیک زد و قصد کش کردن چمدان مانی این د بنک خود را داشت که ناگهان کین بازگشت و ابتدا به رالینز و سپس به شیمس چوک اسلم زد و سپس فینیشر خود یعنی تومبستون پالدرایور را روی رالینز اجرا کرد. شب بعد کین به سمت مدیریت اجرایی کمپانی بازگشت و به رالینز اعلام کرد که باید ریمچ خود را برابر جان سینا برگزار کند. بعد از پایان این مسابقه که با شکست رالینز همراه بود کین از زیر رینگ به رالینز حمله کرد و او را به زیر رینگ کشاند. چند شب بعد رالینز در راو به مصاف دین امبروز رفت که پس از پخش شدن موزیک ورودی کین در سالن توسط امبروز پین شد. شب بعد در حالی که از کین بابت زحماتش در مدیریت اجرایی داشت تقدیر می‌شد رالینز به کین حمله کرد و به پای کین آسیب رساند اما در حالی که کین با آمبولانس به بیمارستان منتقل می‌شد کین بازگشت و به رالینز حمله کرد اما رالینز فرار کرد. هفته بعد استفانی مکمن مسابقه بین رالینز مقابل کین در هل این آ سل را ترتیب داد و به کین گفت اگر در مقابل رالینز ببازی از شغلت یعنی مدیر اجرایی برکنارخواهی شد. در راو بعدی استفانی و تریپل اچ به مرخصی رفتند و از کین خواستند مدیریت شو را بر عهده بگیرد، کین در آخر شب مسابقه‌ای بین خودش و رولینز را ترتیب داد که در آن مسابقهٔ لامبر جک کین ماسک دار توانست بر رولینز غلبه کند. در پی پر ویو Hell In A Cell 2015 رالینز موفق به شکست دادن کین و نگه داشتن عنوان قهرمانی سنگین‌وزن دبلیو دبلیو ای جهان شد. در لایو اونتی که در تاریخ ۴ نوامبر در دابلین ایرلند برگزار شد، رالینز در مقابل کین قرار گرفت که در این مسابقه از ناحیه زانو مصدوم و به دستور کمپانی کمربند وی از او گرفته شد. اعلام شده که ست رالینز به مدت ۶ الی ۹ ماه از میادین کشتی کج دور خواهد بود. ۲۱ دسامبر، روز اهدای جوایز اسلمی اوردز ست رولینز عنوان بهترین کشتی‌گیر سال یا همان سوپراستار سال را دریافت کرد. بعد از آن دوران مصدومیت وی به پایان رسید و او در Extreme Rules 2016 در مسابقه‌ای که رومن رینز با ای جی استایلز داشت به رومن حمله کرد و تقاضای ریمچ سر کمربند دابلیو دابلیو ای رو کرد. شب بعد در راو شین مک ماهون اعلام کرد که رالینز در رویداد مانی این د بنک (۲۰۱۶) مسابقه‌ای بر سر کمربند قهرمانی سنگین‌وزن جهان با رینز مصاف خواهد داشت. رالینز در رویداد مانی این د بنک از سد رینز گذشت و مجدداً صاحب کمربند قهرمانی سنگین‌وزن جهان شد اما دین امبروز برندهٔ چمدان مانی این د بنک در آن شب بلافاصله پس از پایان این مسابقه چمدان خود را کش کرد و با پین کردن رالینز صاحب جدید این کمربند شد. در بتل گراند این بار مسابقه تریپل ترت مچ بین سه عضو سابق گروه شیلد یعنی دین امبروز ست رولینز و رومن رینز بر سر کمربند قهرمانی سنگین‌وزن جهان برگزار شد و امبروز از کمربند خود محافظت کرد و برنده شد و به شو اسمکدان درفت شد.

### ترک گروه روسا
او در سامر اسلم حریف فین بالور شد که برنده این مسابقه اولین قهرمان کمربند جدید راو یعنی کمربند یونیور سال می‌شد در آن مسابقه فین بالور برنده شد؛ ولی در شب بعد در راو فین بالور وارد سالن شد و گفت که از ناحیه کمر آسیب دیده و مصدوم شده است به مدت ۹ ماه دور از میادین خواهد بود استفانی مک ماهون در مین اونت آن شب مسابقه ۴ نفره ترتیب داد که برنده قهرمان کمربند یونیور سال می‌شد در مسابقه سر کمربند یونیورسال ناگهان تریپل اچ وارد شد و به رالینز فینیشر پدایگری زد و کوین اونز با پین کردن رالینز قهرمان شد. در هفته‌های بعد ست رولینز با کوین اونز درگیری‌هایی داشت و مسابقه این دو در نبرد قهرمان ۲۰۱۶ این دو به مصاف هم رفتند در آن مسابقه ست رولینز ۲ بار فن پدیگری را اجرا کرد اما داور ضربه خورده بود و نمی‌توانست بشمارد در آخر ست رولینز با خوردن فن پاورپامپ باخت. اما در راو هفته بعد میک فولی، جنرال منیجر راو به ست رولینز یک فرصت دیگر داد و در هل ان ا سل ۲۰۱۶ ست رولینز و کوین اونز به مصاف هم رفتند که ست رولینز با دخالت کریس جریکو آن بازی را باخت. در سیوایور سریز۲۰۱۶تیم راو که ست رولینز هم عضوی از آن تیم بود شکست خوردند. در ppvبعدی یعنی رودبلاک (مانع) ست رولینز کریس جریکو را شکست داد تا به نوعی انتقام دخالت‌های کریس جریکو را بگیرد. در مین اونت آن شب که رومن رینز و کوین اونز به مصاف هم می‌رفتند کریس جریکو دخالت کرد و کمربند در دست کوین اونز باقی ماند در این لحظه ست رولینز وارد شد و به کمک رینز روی کوین اونز و کریس جریکو پاور پامپ زدند. در راو هفته بعد ست رولینز اعلام کرد که در رویال رامبل ۲۰۱۷ شرکت می‌کند ولی مجبور شد با سمی زین مسابقه دهد تا برنده اش بتواند در رویال رامبل شرکت کند که در آخر مسابقه آهنگ ورودی تریپل اچ پخش شد و ست رولینز که حواسش پرت شده بود شکست خورد. در هفته‌های بعد او و تریپل اچ درگیری‌هایی داشتند و حتی تریپل اچ چندین بار هم ساموا جو را فرستاد تا به ست رولینز آسیب بزند و حتی ست رولینز مصدوم شد و دکترها گفتند تا ۶ ماه نباید مسابقه دهد اما ست رولینز با وجود مصدومیت گفت که در مسابقه شرکت می‌کند. در رسلمنیا ۳۳ ست رالینز ترپل اچ را شکست داد. پس از آن در پی بک ۲۰۱۷ ساموا جو را هم شکست داد تا بتواند از او هم انتقام بگیرد. در اکستریم رولز ست رولینز، رومن رینز، بری وایات، فین بالور و ساموا جو به مصاف هم رفتند که برنده با براک لزنر مسابقه می‌داد در ان مسابقه ساموا جو پیروز شد. در گریز باز اف فایر ست با بری وایات مسابقه داد که باخت.

### بازگشت شیلد یکی از بهترین تیم‌های WWE
پس از آن ست رولینز پیش دین امبروز آمده و درخواست تشکیل گروه تگ تیم می‌داد ولی دین امبروز هنوز هم به خاطر کاری که ست رولینز با او کرد ناراحت بود اما در آخر دین امبروز به دلیل کمک‌هایی که ست رولینز به دین کرد با او تیم شد آن دو در سمار اسلم قهرمان کمربند تگ تیم اسمکدان شدند. آن‌ها از عنوان‌های خود در برابر سزارو و شیمس در نو مرسی دفاع کردند. در چند هفته بعد رومن رینز هم به این دو پیوست و گروه شیلد برای بار دوم تشکیل شد. در تی ال سی۲۰۱۷ د شیلد باید به مصاف تیم ۵ نفره بران استرمن شیمس، سزارو،دمیز، کین می‌رفت که رومن رینز در چند روز مانده به این ppv مصدوم شد و کرت انگل جانشین او شد. آن‌ها در تی ال سی موفق به شکست دادن تیم سزارو، شیمس، کین، دمیز و بران استرومن شدند. در هفته بعد در راو رومن رینز هم به آن‌ها ملحق شد و سپس د شلید به بران استرمن و براک لزنر حمله کردند. در چند هفته بعد دین امبروز و ست رولینز کمربندهای تگ تیم خود را از دست دادند. در سیوایور سریز د شیلد بر نیو دی غلبه کردند. پس آن دین امبروز در مسابقه با شیمس و سزارو مصدوم شد و به جای او پسر کرت انگل یعنی جیسون جردن با ست رولینز تیم شد و توانستند برای بار دوم قهرمان کمربند تگ تیم شوند ولی کمی بعد آن را واگذار کردند. در رویال رامبل ست رولینز توست رومن رینز حذف شد. در وریداد بعد یعنی الیمینیشن چیمبر ۲۰۱۸ ست رولینز توسط بران استرومن حذف شد و نتوانست حریف براک لزنر در مین اونت رسلمنیا شود. در آن مسابقه رومن رینز برنده شد. در رسلمنیا ۳۴ست رولینز توانست در مسابقه ای ۳ نفره فین بالور و دمیز را شکست دهد و برند کمربند اینترکانتال شود در رویال رامبل عربستا هم توانست در مسابقه ای لدرمچ از عنوانش دفاع کند. در بک لش هم توانست دمیز را شکست دهد و از عنوانش دفاع کند.

### بازگشت شیلد(۲۰۱۸)
پس از رویداد سامراسلم ۲۰۱۸ در شو راو رومن رینز در حال مسابقه با فین بلر بود و آماده بود که به فین اسپیر بزند که ناگهان تم براون استرومن پخش شد و براون به همراه چمدانش وارد شد و در همین حال وقتی که توجه رومن به براون بود فین به رومن دراپ کیک زد و آماده بود که به رومن فینیشر بزند که رومن جاخالی داد و به او اسپیر زد و مسابقه را برد ولی تازه براون وارد رینگ شد و امبروز به ست رالینز حمله کرد و اینگونه شیلد از هم پاشید.

### ۲۰۱۹–۲۰۲۰
در سال ۲۰۱۹ ست رالینز با براک لزنر درگیری لفظی پیدا کرد و براک به او تنه زد و ست به او حمله کرد. پس از چند هفته براک لزنر به ست رالینز حمله شدیدی کرد و با وسایل مختلف به شکم رالینز ضربه زد و با یک اف فایو رالینز را روی یک صندلی پرت کرد و کار رالینز را به آمبولانس کشاند. پس از چند ماه در سامراسلم ۲۰۱۹ بر سر کمربند یونیورسال با براک لزنر مسابقه داد و برد.
اما چند ماه بعد، فیند بری وایت درگیری‌هایی با ست داشته که پس از به سر آمدن صبر ست او خانه بری وایت را آتش می‌زند همچنین او در هل این ا سل ۲۰۱۹مسابقه ای با فیند بری وایت داشته از هر ترفندی استفاده کرد اما نتوانست بری وایت را شکست دهد. حتی به وایت ۱۲ استامپ زد اما وایت تسلیم نشد و ست دیگر نتوانست کاری انجام دهد و از ترس از دست دادن کمربند، با چکش به سر وایت ضربه زد و مسابقه بدون نتیجه به اتمام رسید.
این مسابقه مین ایونت هل این ا سل بود که ست رالینز آن را از بین برد و این باعث عصبانیت شدید تماشاگران و مدیران کمپانی شد و همه ست رالینز را «هو» کردند و همان لحظه بری وایت که بهوش آمده بود بلافاصله به رالینز حمله کرد و به او «مندیبل کلاو» زد و ست رولینز خون بالا آورد و همه بری وایت را تشویق کردند.
پس از آن یک ماه بعد در پی پر ویو کرون جول مسابقه نو دیسکوالفیکیشن که آن هم در مین ایونت بود با فیند بری وایت مسابقه داد.
در آن مسابقه بری وایت به آتش کشیده شد ولی باز سرپا ماند و ست رالینز را شکست داد ست رالینز کمربند یونیورسال را از دست داد.
ست رولینز در سروایور سریز آخرین نفر از تیم راو بود و در شو راو بعدی در سخنرانی بین اعضای کمپانی، فحاشی کرد و به همه توهین کرد و به یک شخصیت منفی تبدیل شده بود و هنگامی که داشت صحبت می‌کرد کوین اونز که بسیار شاکی بود به او استانر زد در شو راو بعدی ست رالینز به همراه گروه ای او پی AOP به کوین اونز حمله کرد که و گفت که با این گروه تیم تشکیل داده است این دشمنی ادامه داشت که این تیم به ری میستریو حمله کرد که در شو راو هفته بعد یک مسابقه بین ری میستریو و ست رولینز بر سر کمربند ایالات متحد آمریکا مسابقه داد که هنگامی مسابقه گروه ای او پی در مسابقه دخالت کرد و مسابقه متوقف شد که آن مسابقه ساماجو به عنوان میهمان گزارشگران در آنجا حضور داشت که گروه ست رالینز به ساماجو نیز حمله کردند جو با کوین اونز تیم شد که تا به گروه ست رالینز حمله کنند انتظار می‌رفت که میستریو هم با اونز و جو علیه تیم ست رالینز به آنها تیم شود اما میستریو از کنار این ماجرا گذشت و بیگ شو با آنها تیم شد در ادامه بادی مورفی نیز به تیم ست رالینز پیوست و باعث باخت تیم کوین شد. پس از آن، بیگ شو مصدوم شد و جای آن، تیم وایکینگ رایدرز به تیم کوین پیوستند و در همان شب با رولینز و مورفی مسابقه دادند که رولینز و مورفی برنده شدند و ست رولینز برای ششمین بار قهرمان تگ تیم شد. مدتی بعد، ست رالینز و تیمش به تیم کوین حمله کردند و کوین را محاصره کردند که همان لحظه تیم استریت پرافیتز وارد شدند و کوین را نجات دادند و به تیم رولینز حمله کردند. پس از آن در سوپرشوداون ۲۰۲۰ تیم رالینز با استریت پرافیتز مسابقه داد و برنده شد. اما در راو بعد، به استریت پرافیتز باخت و کمربند تگ تیم را از دست داد.
پس از آن رالینز بسیار عصبانی شد و گفت:کوین میتونه زمان و مکان مسابقه رو تعیین کنه و من تنهایی باهاش مسابقه میدم؛ و در رسلمانیا ۳۶ در یک مسابقه تک به تک در مقابل کوین، ست با زنگ مسابقه به صورت کوین ضربه زد و مسابقه ناتمام ماند. ست داشت می‌رفت که کوین میکروفن را گرفت و ست را برای مسابقه نو dq در همان لحظه چلنج کرد و گفت:بیا همین‌جا کار رو تموم کنیم. رولینز قبول کرد و در آن مسابقه کوین از روی لگوی مسابقه بر روی ست پرید و میز گزارشگری را زیر ست خورد کرد و با یک استانر ست را شکست داد و فیود بین ست رالینز و کوین اوینز به اتمام رسید. هفته بعد او به درو مکینتایر حمله کرد در هفته بعد از آن درو ست را برای مانی این د بنک۲۰۲۰ چلنج کرد و ست هم قبول کرد و درمانی این د بنک از درو باخت و بعد درگیری خود را با ری میستریو شروع کرد در یک مسابقه تیمی ری میستریو با کوین اونز مقابله ست رالینز با مورفی که در اواسط مسابقه ست میستریو را به خارج از رینگ میندازد و کار وحشتناکی با ری انجام داد چشم ری را به تیزی پلکان فلزی زد آسیب زیادی به چشمش وارد شد دو هفته از ری خبری نبود که در یک شروع راو پسر ری دامینیک وارد ماجرا شد واز پشت به ست حمله کرد وبعد سریع رینگ را ترک کرد و هفته بعد در شو راو ری به رینگ برگشت صحبت‌هایی دربارهٔ ست زد که ست با مورفی و تئوری وارد شد وبه ری و پسرش حمله‌ور شدن و ست می‌خواست چشم دامینیک هم مثل ری آسیب بزنند که کوین اونز و آلیستر بلک به کمک ری و پسرش آمدن و آنهارا نجات دادن و هفته بعد ست و مورفی مقابله ری وکوین قرار گرفتن برنده باید شرط مسابقه ری و ست در اکستریم رولز را انتخاب کند که ری و کوین آن مسابقه را بردند وری شرط مسابقه را انتخاب کرد مسابقه چشم در مقابله چشم بود و مسابقه ری و ست عالی بود هم ری به پیروزی نزدیک بود هم ست اما در آخر ست بود که چشم ری را پاره کرد و برنده مسابقه شد و در شب بعد درشو راو ست مقابله آلیستر بلک قرار گرفت که آن مسابقه را ست برد و بعد از مسابقه ست و مورفی به آلیستر حمله کرد و آسیب زیادی به او وارد کردند.

## زندگی شخصی
وی هم‌اکنون با یکی از کشتیگیران زن رسلینگ، بکی لینچ رابطه عاشقانه دارد. این دو در پی پر ویو stomping grounds 2019 با کمک بکی لنچ به ست رولینز و بغل کردن یکدیگر جلوی مردم این موضوع را علنی کردند که وارد رابطه شده‌اند؛ و همچنین درگیری‌های زیادی از سوی بکی با بث فینیکس و ادج در میان افتاده شایعاتی مبنی بر مسابقه میکسد مچ چلنچ (بکی لینچ و ست رالینزvsادج بث فینیکس) در رسلمنیا ۳۶ بیان شده. ست رالینز هم‌اکنون حال و هوای یک قهرمان را در بین تماشگران پیدا کرده است و فعلاً کمپانی قصد ندارد قهرمانی را از او بگیرد. در شو راو ۱۱ مه ۲۰۲۰ بکی لینچ (همسر لوپز) اعلام کرد که او و رالینز و او در انتظار اولین فرزند خود هستند.

## در کشتی

### نام‌های مستعار
- معمار (The Architect)
- King Slayer
- beast slayer

### حرکات تمام‌کننده
- curb Stomp
- Pedigree (بعد از همکاری با تریپل اچ)
- hayni(بعد از اختلاف با تریپل اچ) یا (single leg highknee)
- super kick

## افتخارات
- رینگ آو آنر
  - قهرمانی جهانی رینگ آو آنر (۱ بار)
  - قهرمانی جهانی تگ تیم رینگ آو آنر (۲ بار)
- دبلیودبلیوئی
  - قهرمانی دبلیودبلیوئی (۲ بار)
  - قهرمانی سنگین‌وزن جهان (نسخه کنونی، ۲ بار، قهرمان فعلی)
  - قهرمانی یونیورسال دبلیودبلیوئی (۲ بار)
  - قهرمانی بین قاره‌ای دبلیودبلیوئی (۲ بار)
  - قهرمانی ایالات متحده دبلیودبلیوئی (۲ بار)
  - قهرمانی تگ تیم راو (۶ بار) – رومن رینز (۱)، دین امبروز (۲)، جیسون جوردن (۱)، براون استرومن (۱)، بادی مورفی (۱)
  - برنده مسابقه مانی این د بنک (۲۰۱۴، ۲۰۲۵)
  - برنده مسابقه رویال رامبل (۲۰۱۹)
  - نوزدهمین قهرمان گرند اسلم
  - جایزه اسلمی (۱۰ بار)